# Llista de llengües de Rússia
Aquesta és la llista de llengües parlades a Rússia. Algunes de les llengües tenen pocs parlants, i algunes estatut oficial, en altres països. La llengua oficial és el rus

## Llengües parlades a la Rússia Europea

### Llengües amb més d'1.000.000 de parlants
- Rus
- Tàtar (5.300.000)
- Ucraïnès (1.800.000)
- Baixkir (1.370.000)
- Txetxè (1.330.000)
- Txuvaix (1.320.000)

### Llengües amb més de 100.000 parlants
- Adigué (129.000)
- Armeni (904.000)
- Avar (784.000)
- Àzeri (669.000)
- Belarús (316.000)
- Darguà (503.000)
- Llengües mordovianes
  - Erzya, Mokxa (614.000)
- Georgià (286.000)
- Alemany (896.000)
- Ingúix (405.000)
- Kabardí (587.000)
- Calmuc (153.000)
- Karatxai-Balkar (302.000)
- Komi (217.000)
- Kumyk (458.000)
- Lak (153.000)
- Lesguià (397.000)
- Mari de l'est (451.000)
- Osseta (493.000)
- Romanès (147.000)
- Tabassaran (128.000)
- Udmurt (463.000)

### Llengües amb més de 10.000 parlants
- Abazí (38.000)
- Agul (29.000)
- Andi (23.000)
- Neoarameu assiri (7.700)
- Romaní bàltic (20.000)
- Estonià (26.000)
- Finès (51.000)
- Carelià (52.000)
- Komi permià (94.000)
- Kurmanji (30.000)
- Letó (34.000)
- Lituà (49.000)
- Livvi
- Mari de l'oest (36.000)
- Nogai (90.000)
- Polonès (94.000)
- Rútul (29.000)
- Ídix (30.000)
- Romaní vlax (10.000)

### Llengües amb més de 1.000 parlants
- Akhvakh
- Artxi
- Bagvalal
- Bejta
- Botlikh
- Txamalal
- Godoberi
- Hunzib
- Judeo-tat
- Karata
- Ludi
- Serbi
- Tindi
- Tsakhur
- Tsez
- Vepse

### Llengües amb menys de 1.000 parlants
- Hinukh
- Ingrià
- Khvarxi
- Llengües Sami 
  - Sami d'Akkala
  - Sami kildin
  - Sami skolt
  - Sami de Ter
- Vòtic

## Llengües de la Rússia Asiàtica

### Llengües amb més de 100.000 parlants
- Kazakh (563.000)
- Buriat (368.000)
- Tuvinià (242.000)
- Iacut (456.000)

### Llengües amb més de 10.000 parlants
- Altai (65.000)
- Kirguís (46.000)
- Khakàs (52.000)
- Khanti (13.000)
- Nenets (31.000)
- Shor (uns 10.000)
- Tadjik (131.000)
- Uzbek (238.000)

### Llengües amb més de 1.000 parlants
- Txuktxi (7.700)
- Dolgan
- Even (7.100)
- Evenki (7.500)
- Guiliak
- Koriak
- Mansi
- Mongol (11.000)
- Nanai
- Selkup
- Udin (1.000)

### Llengües amb menys de 1.000 parlants
- Ainu
- Aleutià
- Alutor
- Txulim
- Enets
- Itelmen
- Kerek
- Quet
- Neguidal
- Nganassan
- Orok
- Orotx
- Tofalar
- Udihe
- Ultx
- Iug
- Iukaguir
  - Iukaguir Septentrional
  - Iukaguir Meridional
- Yupik
  - Yuit
  - Naukanski Yupik

## Altres
- Domari
- Coreà (60.000)
- Llengua de signes russa
- Lomavren
- Mandarí (59.000)
- Neoarameu de Bohtan
- Pòntic
- Tati
- Turc (161.000)
- Turcman (38.000)